# Episodi di Cars on the Road
La mini-serie tv Cars on the Road è uscita su Disney+ internazionalmente l'8 settembre del 2022 ed è costituita da nove cortometraggi uniti da una storia di raccordo.
Si tratta della seconda serie tv legata al mondo di Cars dopo Cars Toons.
| nº | Titolo originale | Titolo italiano            | Pubblicazione    |
| -- | ---------------- | -------------------------- | ---------------- |
| 1  | Dino Park        | Dino Park                  | 8 settembre 2022 |
| 2  | Lights Out       | Non aprite quella portiera | 8 settembre 2022 |
| 3  | Salt Fever       | Razz'Attrezzi              | 8 settembre 2022 |
| 4  | The Legend       | Miti e leggende            | 8 settembre 2022 |
| 5  | Show Time        | Evviva il circo!           | 8 settembre 2022 |
| 6  | Trucks           | Cose da camion             | 8 settembre 2022 |
| 7  | B-Movie          | Saetta guest star          | 8 settembre 2022 |
| 8  | Road Rumblers    | Il tuono del cono          | 8 settembre 2022 |
| 9  | Gettin’ Hitched  | Nozze a sorpresa           | 8 settembre 2022 |

## Dino Park
- Scritto e diretto da: Steve Purcell

### Trama
Cricchetto deve partire per recarsi al matrimonio di sua sorella e McQueen si propone di accompagnarlo. I due amici iniziano così un lungo viaggio in strada per l'America. Mentre viaggiano, incappano in un parco della preistoria dedicato agli "auto-sauri". Dopo un bizzarro sogno di Cricchetto che immagina di trovarsi nella preistoria con McQueen, i due amici ripartono.

## Non aprite quella portiera
- Scritto e diretto da: Steve Purcell

### Trama
Durante il viaggio, scoppia un tremendo temporale e Saetta e Cricchetto decidono di fermarsi a dormire. Raggiungono così un oscuro motel che ricorda l'Overlook Hotel e il Bates Motel e vengono accolti dall'inquietante consierge. Durante la notte, McQueen non chiude occhio e vaga per l'albergo incontrando inquietanti figure, tra cui fantasmi, e scovando spaventose zone del motel, per poi tornare, terrorizzato, in stanza. Il mattino dopo i due amici lasciano l'albergo, Cricchetto riposato e Saetta sconvolto. Alla loro uscita i due veri consierge rivelano che quello visto la sera prima era in realtà lo spirito del fondatore del motel.

## Razz'Attrezzi
- Diretto da: Brian Fee
- Scritto da: Steve Purcell

### Trama
Durante il viaggio, Saetta e Cricchetto trovano una zona desertica e fanno una piccola sfida di corsa. All'improvviso, scoprono che in quel luogo si svolgono gare professionali di corse a velocità elevatissime. Carl si fa modificare da alcuni meccanici e inizia a correre ad alta velocità, ma durante la gara perde il nuovo motore e raggiunge il confine tra vita e morte, e incontra lo "speed demon", una sorta di angelo che accoglie in paradiso chi muore correndo. Cricchetto, però, riesce a sfuggire alla morte e torna sulla terra, dove scopre di aver battuto un record di velocità.

## Miti e leggende
- Diretto da: Brian Fee
- Scritto da: Steve Purcell

### Trama
McQueen e Cricchetto si fermano in un campeggio dove incontrano un gruppo di bizzarri complottisti dell'occulto che cercano nel bosco creature sovrannaturali come Big Foot. Durante la ricerca, Saetta viene sequestrato da una misteriosa figura, che si rivela essere una Monster Truck di nome Ivy, che vive nel bosco e viene tormentata dai ricercatori. Saetta, Cricchetto e Ivy terrorizzano i ricercatori, fingendo uno spaventoso sbarco alieno. I due amici ripartono per il loro viaggio, portando la nuova conosciuta con loro.

## Evviva il circo!
- Diretto da: Bobby Podesta
- Scritto da: Steve Purcell

### Trama
Durante il viaggio, Cicchetto, Saetta e Ivy si fermano in un circo, dove McQueen rivela il suo terrore per il luogo. Durante lo spettacolo, Ivy, ripensando ai tempi del lavoro da Monster Truck, si unisce all'esibizione e viene invitata dai circensi a unirsi al gruppo. La ragazza accetta e saluta i due amici, che riprendono il loro viaggio.

## Cose da camion!
- Diretto da: Bobby Podesta
- Scritto da: Steve Purcell

### Trama
Cricchetto sogna di essere un camion e, nonostante i tentativi di McQueen di tirarlo su ricordandogli di essere egli stesso un camion, in quanto carro attrezzi, è giù per questo. Durante una sosta a una stazione di servizio, Cricchetto prende parte ad un'esibizione canora dei camion fermi lì e capisce di essere parte di loro.

## Saetta guest star
- Diretto da: Brian Fee
- Scritto da: Steve Purcell

### Trama
Saetta e Cricchetto incappano nel set di un film horror fantascientifico. McQueen viene castato per un cameo, sfruttando la sua notorietà, ma si rivela pessimo a recitare. Durante una pausa, la regista e la direttrice casting notano le potenzialità di Cricchetto e lo selezionano per il film, prima per un cameo, poi per una parte minore e in seguito per una parte di spicco. Dopo una serie di prove, i due amici scoprono che il film è stato totalmente modificato e riscritto e che loro sono fuori dal cast. Incontrano Ivy, che è stata presa per un ruolo centrale nella nuova versione musical del film.

## Il tuono del cono
- Scritto e diretto da: Steve Purcell

### Trama
I due amici si perdono a causa di McQueen e litigano, attirando l'attenzione di alcune bizzarre e inquietanti auto minacciose. Vengono trasportati in mezzo a una sorta di società post-apocalittica, nella quale vengono costretti a prendere parte ad un misterioso e violento rito di iniziazione, interrotto dallo scoppio di una battaglia con la squadra nemica. Uno dei membri del gruppo rivela a Cricchetto e McQueen che sia loro sia l'altro gruppo erano campeggiatori che molti anni prima si sono perduti in quelle terre e da allora si sono create fazioni, beghe e scontri che hanno portato a quella situazione bellica e confusionaria. Saetta tenta invano di riappacificare le due fazioni per poi scappare insieme a Cricchetto e ad un disertore. Durante una sosta ad un benzinaio, i tre scoprono che i due gruppi hanno effettivamente fatto pace.

## Nozze a sorpresa
- Diretto da: Bobby Podesta
- Scritto da: Steve Purcell

### Trama
McQueen e Cricchetto arrivano alle nozze, che si svolgono nel giardino dell'enorme maniero della sorella di Cricchetto. Qui incontrano Cruz Ramirez, che si scopre essere cugina dello sposo, Mateo. Cruz e Saetta conoscono per la prima volta la sorella di Carl, Mato, una lussuosa auto blu. Dopo una serie di sfide tra Mato e Cricchetto, da sempre in competizione, le nozze si celebrano regolarmente e Saetta accetta di fare il viaggio di ritorno di nuovo in strada, per vivere altre avventure con l'amico.